# Jón Daði Böðvarsson
Jón Daði Böðvarsson (ur. 25 maja 1992 w Selfoss) – islandzki piłkarz występujący na pozycji napastnika w angielskim klubie Reading oraz w reprezentacji Islandii. Wychowanek Selfoss, w swojej karierze grał także w takich zespołach jak AGF, Viking, 1. FC Kaiserslautern oraz Wolverhampton Wanderers.